# Fownhope
Fownhope – wieś w Anglii, w hrabstwie Herefordshire. Leży 11 km na południowy wschód od miasta Hereford i 179 km na zachód od Londynu.